# Касто (футболист)
Ка́сто Эспино́са Барри́га (исп. Casto Espinosa Barriga; род. 18 июня 1982, Пуэблонуэво-дель-Гвадиана) — испанский футболист, вратарь клуба «Эстремадура».

## Биография
Четыре года Касто провел в футбольном клубе «Мерида», отыграв в третьем дивизионе семь встреч. В 2003 году он переехал в «Логроньес», где провел только один сезон до перехода в «Альбасете Баломпия». Лишь однажды он поиграл в первой команде во время сезона 2005/06.
«Реал Бетис» приобрел Касто в 2006 году летом. Игрок сначала был третьим на своей позиции, после Педро Контрераса и Тони Добласа. После того, как Рикардо ушёл с пути Касто по причине болезни, вратарь дебютировал в Ла Лиге 16 декабря 2007 года в матче против «Альмерии».
В марте/апреле 2008 года Касто, в конце концов догнавший по популярности и количеству выступлений Рикардо, когда последний выздоровел, играл в составе команды постоянно, спина к спине со своим соперником на протяжении следующих двух лет, одерживая победы над такими футбольными гигантами как «Осасуна», «Барселона» и «Реал Сарагоса».
В сезоне 2008/09 Касто выиграл борьбу за первое место у Рикардо, став бесспорным игроком стартового состава.